# Mania (Riki)
| Recensione | Giudizio |
| ---------- | -------- |
| Rockol     |          |

Mania è il primo album in studio del cantautore italiano Riki, pubblicato il 20 ottobre 2017 dall'etichetta Sony Music.

## Descrizione
Uscito a cinque mesi di distanza dall'EP d'esordio Perdo le parole, l'album contiene dodici brani che hanno come unico tema l'amore in tutte le sue sfaccettature. È stato anticipato dal singolo Se parlassero di noi, che ha raggiunto la quarta posizione della Top Singoli.
L'album ha esordito al primo posto della Classifica FIMI Album ed è stato certificato disco d'oro dopo una settimana dalla sua uscita sul mercato.

## Tracce
1. Mania - Intro – 1:17
2. Frena – 3:03
3. Se parlassero di noi – 3:25
4. Aspetterò lo stesso – 3:22
5. In equilibrio – 3:22
6. Tremo – 3:21
7. Dentro la notte – 3:13
8. Il tempo intorno – 3:13
9. Rumore di fondo – 3:30
10. Vendicativa – 3:26
11. Credi in te – 3:07
12. Ainam - Outro – 0:54

## Classifiche
| Classifica (2017) | Posizione massima |
| ----------------- | ----------------- |
| Italia            | 1                 |

### Classifiche di fine anno
| Classifica (2017) | Posizione |
| ----------------- | --------- |
| Italia            | 12        |
| Classifica (2018) | Posizione |
| Italia            | 35        |